# Campeonato Mundial de Natação em Piscina Curta de 2014 - 400 m medley feminino
A prova dos 400 metros nado medley feminino do Campeonato Mundial de Natação em Piscina Curta de 2014 foi disputado em 3 de dezembro no Centro Aquático Aspire Sports Complex em Doha.

## Recordes
Antes desta competição, os recordes mundiais e do campeonato nesta prova eram os seguintes:
|    | Nome           | Nacionalidade | Tempo   | Local    | Data                   |
| -- | -------------- | ------------- | ------- | -------- | ---------------------- |
| WR | Katinka Hosszú | Hungria       | 4:20.83 | Doha     | 28 de agosto de 2014   |
| CR | Hannah Miley   | Reino Unido   | 4:23.14 | Istambul | 12 de dezembro de 2012 |

Os seguintes recordes foram estabelecidos durante a competição:
| Data          | Prova         | Nome            | Nacionalidade | Tempo   | Recorde |
| ------------- | ------------- | --------------- | ------------- | ------- | ------- |
| 3 de dezembro | Eliminatórias | Katinka Hosszú  | Hungria       | 4:21.05 | CR      |
| 3 de dezembro | Final         | Mireia Belmonte | Espanha       | 4:19.86 | WR, CR  |

## Medalhistas
| Ouro                  | Prata                | Bronze             |
| Mireia Belmonte (ESP) | Katinka Hosszú (HUN) | Hannah Miley (GBR) |

## Resultados

### Eliminatórias
As eliminatórias ocorreram dia 3 de dezembro.
| Colocação | Bateria | Raia | Nome                | Nacionalidade  | Tempo   | Notas |
| --------- | ------- | ---- | ------------------- | -------------- | ------- | ----- |
| 1         | 3       | 4    | Katinka Hosszú      | Hungria        | 4:21.05 | Q, CR |
| 2         | 2       | 4    | Mireia Belmonte     | Espanha        | 4:26.16 | Q     |
| 3         | 2       | 3    | Hannah Miley        | Reino Unido    | 4:27.45 | Q     |
| 4         | 3       | 5    | Caitlin Leverenz    | Estados Unidos | 4:28.43 | Q     |
| 5         | 2       | 5    | Elizabeth Beisel    | Estados Unidos | 4:28.75 | Q     |
| 6         | 3       | 0    | Barbora Závadová    | Chéquia        | 4:29.95 | Q     |
| 7         | 3       | 3    | Miho Takahashi      | Japão          | 4:30.20 | Q     |
| 8         | 3       | 6    | Sakiko Shimizu      | Japão          | 4:31.20 | Q     |
| 9         | 2       | 7    | Zsuzsanna Jakabos   | Hungria        | 4:31.95 |       |
| 10        | 3       | 1    | María Vilas         | Espanha        | 4:32.54 |       |
| 11        | 3       | 2    | Yana Martynova      | Rússia         | 4:33.21 |       |
| 12        | 2       | 2    | Ellen Fullerton     | Austrália      | 4:33.52 |       |
| 13        | 1       | 2    | Nguyễn Thị Ánh Viên | Vietname       | 4:34.49 |       |
| 14        | 3       | 9    | Tanja Kylliainen    | Finlândia      | 4:35.91 |       |
| 15        | 3       | 7    | Viktoriia Maliutina | Rússia         | 4:36.91 |       |
| 16        | 1       | 3    | Anja Klinar         | Eslovênia      | 4:37.23 |       |
| 17        | 2       | 8    | Emily Overholt      | Canadá         | 4:37.42 |       |
| 18        | 2       | 0    | Julie Lauridsen     | Dinamarca      | 4:38.58 |       |
| 19        | 2       | 6    | Zhou Min            | China          | 4:40.67 |       |
| 20        | 1       | 5    | Ranokhon Amanova    | Uzbequistão    | 4:41.39 |       |
| 21        | 2       | 1    | Mei Xueyan          | China          | 4:41.81 |       |
| 22        | 1       | 4    | Florencia Perotti   | Argentina      | 4:48.71 |       |
| 23        | 2       | 9    | Samantha Arevalo    | Equador        | 4:50.96 |       |
| 24        | 1       | 1    | Hannah Dato         | Filipinas      | 4:54.74 |       |
| 25        | 1       | 6    | Souad Cherouati     | Argélia        | 4:55.72 |       |
| 26        | 1       | 7    | Antonia Roth        | Namíbia        | 4:57.68 |       |
| 27        | 1       | 8    | María Far Núñez     | Panamá         | 5:03.98 |       |
| 28        | 1       | 0    | Diana Basho         | Albânia        | 5:43.88 |       |
| —         | 3       | 8    | Stefania Pirozzi    | Itália         |         | DNS   |

### Final
A final teve sua disputa realizada em 3 de dezembro. 
| Colocação         | Raia | Nome             | Nacionalidade  | Tempo   | Notas  |
| ----------------- | ---- | ---------------- | -------------- | ------- | ------ |
| Medalha de ouro   | 5    | Mireia Belmonte  | Espanha        | 4:19.86 | WR, CR |
| Medalha de prata  | 4    | Katinka Hosszú   | Hungria        | 4:22.94 |        |
| Medalha de bronze | 3    | Hannah Miley     | Reino Unido    | 4:24.74 |        |
| 4                 | 2    | Elizabeth Beisel | Estados Unidos | 4:25.56 |        |
| 5                 | 1    | Miho Takahashi   | Japão          | 4:27.61 |        |
| 6                 | 6    | Caitlin Leverenz | Estados Unidos | 4:28.74 |        |
| 7                 | 7    | Barbora Závadová | Chéquia        | 4:30.95 |        |
| 8                 | 8    | Sakiko Shimizu   | Japão          | 4:32.92 |        |

Legenda
| Recorde mundial       | Recorde mundial (World record)               |                       | Recorde africano                      | Recorde africano (African) |                                           | Q | Classificado por posição (Qualified) |
| Recorde do campeonato | Recorde do campeonato (Championship record)  | Recorde da América    | Recorde da América (Americas)         | q                          | Classificado por melhor tempo (Qualified) |   |                                      |
| Melhor marca do ano   | Melhor marca do ano (World leading)          | Recorde asiático      | Recorde asiático (Asian)              | DNS                        | Não largou (Did not start)                |   |                                      |
| Recorde nacional      | Recorde nacional (National record)           | Recorde europeu       | Recorde europeu (European)            | DNF                        | Não terminou (Did not finish)             |   |                                      |
| Recorde pessoal       | Recorde pessoal do atleta (Personal best)    | Recorde da Oceania    | Recorde da Oceania (Oceania)          | DSQ / DQ                   | Desclassificado (Disqualified)            |   |                                      |
| Recorde da temporada  | Recorde da temporada do atleta (Season best) | Recorde sul-americano | Recorde sul-americano (South America) | NM                         | Sem marca (No mark)                       |   |                                      |